# B-1 Hrvatska košarkaška liga 1997./98.
Ljestvice B-1 lige za sezonu 1997./98. koja je predstavljala treći rang hrvatskog košarkaškog prvenstva.

## Kvalifikacije za A-2
Sudjelovali pobjednici skupina B-1 lige. Prve dvije momčadi izborile plasman u A-2 ligu.
| mj | klub                    | ut | pob | por | koš+ | koš- | bod |
| -- | ----------------------- | -- | --- | --- | ---- | ---- | --- |
| 1. | Hiron Botinec (Zagreb)  | 6  | 3   | 3   | 417  | 386  | 9   |
| 2. | Crikvenica (Crikvenica) | 6  | 3   | 3   | 416  | 404  | 9   |
| 3. | Omiš Mosor (Omiš)       | 6  | 3   | 3   | 440  | 444  | 9   |
| 4. | Bjelovar (Bjelovar)     | 6  | 3   | 3   | 413  | 452  | 9   |

 Izvori: 

 kkcedevita.hr, O klubu 

 kkcedevita.hr, O klubu, wayback 

## Središte
| mj  | klub                   | ut | pob | por | koš+ | koš- | bod |
| --- | ---------------------- | -- | --- | --- | ---- | ---- | --- |
| 1.  | Hiron Botinec (Zagreb) | 18 | 17  | 1   | 1564 | 1156 | 35  |
| 2.  | Centar (Zagreb)        | 18 | 16  | 2   | 1840 | 1375 | 34  |
| 3.  | Fortuna (Zaprešić)     | 18 | 14  | 4   | 1681 | 1303 | 32  |
| 4.  | Jaska (Jastrebarsko)   | 18 | 11  | 7   | 1436 | 1320 | 29  |
| 5.  | Mladost (Zagreb)       | 18 | 9   | 9   | 1474 | 1444 | 27  |
| 6.  | Benston II (Zagreb)    | 18 | 8   | 10  | 1289 | 1404 | 26  |
| 7.  | Rudeš (Zagreb)         | 18 | 6   | 12  | 1393 | 1428 | 24  |
| 8.  | Kelteks (Karlovac)     | 18 | 6   | 12  | 1322 | 1555 | 24  |
| 9.  | Moslavina (Kutina)     | 18 | 4   | 14  | 1166 | 1572 | 22  |
| 10. | Bosco (Zagreb)         | 18 | 0   | 18  | 1123 | 1755 | 18  |

 Izvori: 

 kkcedevita.hr, O klubu 

 kkcedevita.hr, O klubu, wayback 

## Zapad
| mj | klub                 | ut | pob | por | koš+ | koš- | bod |
| -- | -------------------- | -- | --- | --- | ---- | ---- | --- |
| 1. | Crikvenica           | 16 | 16  | 0   | 1556 | 1114 | 32  |
| 2. | Kraljevica           | 16 | 12  | 4   | 1410 | 1201 | 28  |
| 3. | Rovinj               | 16 | 10  | 6   | 1318 | 1276 | 26  |
| 4. | Rijeka               | 16 | 9   | 7   | 1361 | 1131 | 25  |
| 5. | Poreč                | 16 | 8   | 8   | 1412 | 1313 | 24  |
| 6. | Istraplastika Pazin  | 16 | 7   | 9   | 1412 | 1324 | 23  |
| 7. | Sušak Rijeka         | 16 | 6   | 10  | 1179 | 1368 | 22  |
| 8. | Jadranka Mali Lošinj | 16 | 4   | 12  | 1136 | 1373 | 16  |
| 9. | Cres                 | 16 | 0   | 16  | 949  | 1633 | 16  |

 Izvori: 

 kkrovinj.hr, B-1 liga-Zapad 1997./98. 
 
 kkrovinj.hr, Povijest kluba - godina 1997/98

## Unutarnje poveznice
- A-1 liga 1997./98.
- A-2 liga 1997./98.
- Kup Krešimira Ćosića 1997./98.